# Cantone di Briare
Il Cantone di Briare era una divisione amministrativa dell'arrondissement di Montargis.
È stato soppresso a seguito della riforma complessiva dei cantoni del 2014, che è entrata in vigore con le elezioni dipartimentali del 2015.
Comprendeva i comuni di:
- Adon
- Batilly-en-Puisaye
- Bonny-sur-Loire
- Breteau
- Briare
- La Bussière
- Champoulet
- Dammarie-en-Puisaye
- Escrignelles
- Faverelles
- Feins-en-Gâtinais
- Ousson-sur-Loire
- Ouzouer-sur-Trézée
- Thou